# Rubén Villarreal
Rubén Mario Villarreal (Rosario, Santa Fe, Argentina, 22 de febrero de 1978) es un exfutbolista argentino que jugaba como volante.

## Trayectoria

### Rosario Central
Villarreal se formó en las divisiones inferiores de Rosario Central. En 1998 debutó en el canalla, de la mano de Edgardo Bauza. Estuvo en el club rosarino hasta el año 2000.

### Brown de Arrecifes
En el 2000 pasó a Brown de Arrecifes. Jugó en el verdinegro hasta el año 2002.

### Argentino de Rosario
Volvió a su ciudad natal en el 2002, para jugar en Argentino de Rosario. En el 2004 se coronó campeón de la C Metropolitana y obtuvo el ascenso a la B Metropolitana. Jugó en el salaíto hasta el 2005.

### Atlético Tucumán
En el año 2005 se mudó a San Miguel de Tucumán y se sumó a Atlético Tucumán. En el decano tuvo un breve paso.

### Real Potosí
En el 2006 tuvo su primera experiencia en el extranjero, cuando se mudó a Bolivia, para jugar en Real Potosí. Con el lila fue subcampeón del torneo boliviano.

### Nacional Potosí
En el 2007 pasó a Nacional Potosí. Jugó en Nacional durante un año.

### Atlético Carcarañá
En 2008 regresó a Argentina y se unió a Atlético Carcarañá.

### Boca de Río Gallegos
En el 2009 viajó a Santa Cruz y se sumó a Boca de Río Gallegos.

### Últimos años
En sus últimos años como futbolista jugó para Unión Casildense, Unidos de Zavalla y Unión de Totoras.

## Clubes
| Club                 | País      |
| -------------------- | --------- |
| Rosario Central      | Argentina |
| Brown de Arrecifes   | Argentina |
| Argentino de Rosario | Argentina |
| Atlético Tucumán     | Argentina |
| Real Potosí          | Bolivia   |
| Nacional Potosí      | Bolivia   |
| Atlético Carcarañá   | Argentina |
| Boca de Río Gallegos | Argentina |
| Unión Casildense     | Argentina |
| Unidos de Zavalla    | Argentina |
| Unión de Totoras     | Argentina |

## Palmarés
| Título          | Equipo               | País      | Año     |
| --------------- | -------------------- | --------- | ------- |
| C Metropolitana | Argentino de Rosario | Argentina | 2003/04 |